# Фокусированный ультразвук высокой интенсивности в медицине
Фокуси́рованный ультразву́к высо́кой интенси́вности (англ. High Intensity Focused Ultrasound, HIFU) — широко используемый в современной медицине метод локального воздействия ультразвуком на глубоко расположенные ткани организма. Основной областью применения HIFU в медицине является неинвазивная (то есть без повреждения кожных покровов) или малоинвазивная хирургия, реализуемая с помощью сфокусированных ультразвуковых пучков с интенсивностью, достигающей в некоторых случаях тысяч и десятков тысяч Вт/см2.
Наиболее известные применения HIFU в медицине: хирургическое лечение злокачественных опухолей в онкологии, хирургия фибромиомы матки, разрушение опухолей предстательной железы, воздействие на ткани, расположенные за грудной клеткой, или на внутримозговые ткани без вскрытия черепа, лечение мерцательной аритмии, глаукомы, остановка кровотечений, ударно-волновая литотрипсия, применение в пластической хирургии и косметологии, стимуляция рецепторных нервных структур, нейромодуляция структур мозга и др.

## История

### Первые попытки
Хотя первые попытки использования HIFU в медицине были сделаны в США в начале 1940-х гг., история применения мощного фокусированного ультразвука для локального воздействия на глубокие структуры организма связана, прежде всего, с именем профессора Вильяма Фрая (англ. W. Fry), США. В 1950-е годы в его лаборатории была изготовлена установка для применения фокусированного ультразвука в экспериментальной нейрохирургии, то есть для создания в глубоких структурах мозга животных локальных разрушений заданного размера. Впоследствии эти исследования получили широкое развитие в ряде стран.

### Начало исследований в СССР
В СССР плановые исследования медицинских приложений фокусированного ультразвука начались в начале 1970-х годов в Акустическом институте АН СССР (АКИН). 

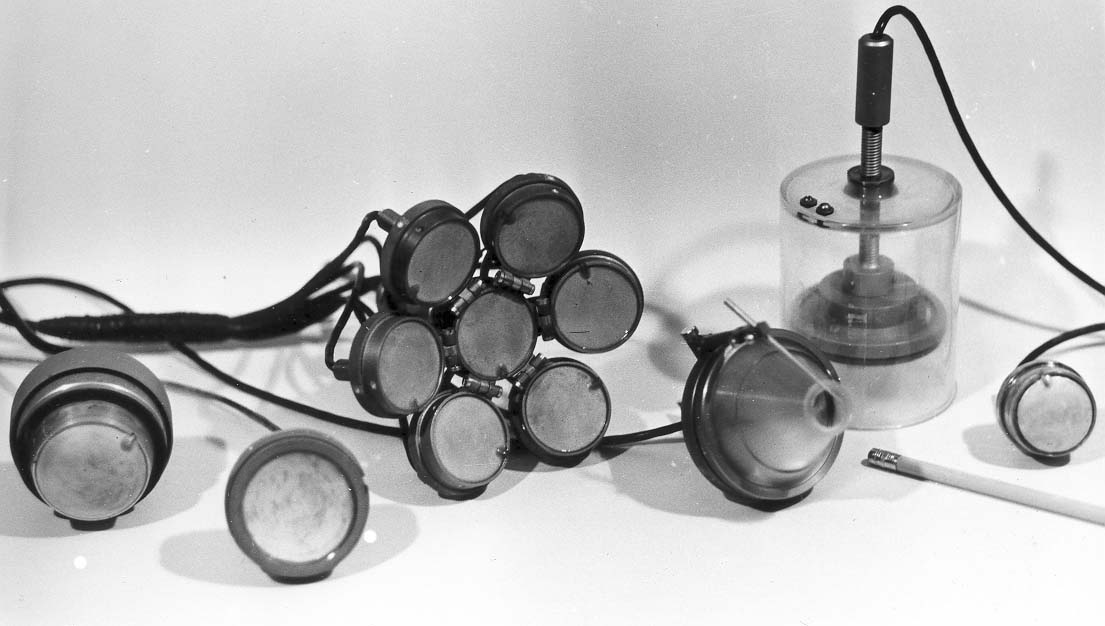
Фокусирующие излучатели ультразвука, разработанные и изготовленные в 1970-80-х гг. в Акустическом институте АН СССР

Для проведения этих исследований к тому времени существовала серьезная научная основа, базировавшаяся на классических работах руководителя отдела ультразвука АКИН профессора Л. Д. Розенберга (1908—1968) в области теории фокусирующих звуковых и ультразвуковых систем, а также на опыте конструирования сверхмощных ультразвуковых излучателей, созданных в АКИН в 1950—1960-х годах. Среди медицинских и физиологических учреждений, внесших в 1970—1980-х гг. в Советском Союзе наибольший вклад в проведение этих исследований, следует отметить Институт эволюционной физиологии и биохимии имени И. М. Сеченова АН СССР, Институт мозга АМН СССР, Институт физиологии имени И. П. Павлова АН СССР, Лен НИИ уха, горла и носа МЗ РСФСР, Всесоюзный онкологический научный центр АМН СССР. Результаты совместных исследований, выполненных с этими и другими медицинскими и физиологическими учреждениями, приведены в ряде обзоров и книг. Начиная с середины 1990-х гг. наиболее активные исследования в России в этой области ведутся на кафедре акустики физического факультета МГУ имени М. В. Ломоносова.

### Основные центры исследований
За несколько последних десятилетий существенную роль в развитие медицинских применений HIFU внесли сотрудники ряда зарубежных учреждений:
- Harvard Medical School, Brigham and Women's Hospital[англ.], Boston, USA;
- University of Michigan, USA;
- University of Washington, Seattle, USA;
- University of Illinois, USA;
- University of Virginia, USA;
- Stanford University, USA;
- Cleveland Clinic, Ohio, USA;
- Focus Surgery, Indianapolis, USA;
- Imperial College London, UK;
- Institute of Cancer Research[англ.], The Royal Marsden Hospital[англ.], UK;
- National Physical Laboratory, UK;
- University of Paris, Institut Langevin[фр.], Paris, France;
- EDAP-TMS SA, France;
- Sunnybrook Research Institute[англ.], Toronto, Canada;
- University of Toronto, Canada;
- Chongqing University of Medical Sciences[англ.], Chongqing, China

### Современное состояние исследований
В результате за относительно короткое время эта область медицинской акустики прошла путь от первых опытов, выполненных в разных странах учёными‐энтузиастами, до становления одной из самых эффективных и широко известных в клинической медицине технологий. Резко возросло число специалистов, занимающихся этой тематикой, а число специализированных лабораторий во многих странах составляет десятки. Ежегодно проходят конференции и симпозиумы, собирающие сотни участников, с обсуждением полученных в этой области новых результатов. Каждый год публикуются сотни статей, посвящённых этой области медицинской акустики, полученные материалы накапливаются и обновляются очень быстро. Если в период с 1975 по 1990 г. публиковалось от 6 до 30 статей в год по фокусированному ультразвуку в медицине, то в 2010—2012-х гг. оно составляло уже 600—700 За это же время в 7 раз возросло процентное соотношение работ по фокусированному ультразвуку ко всем работам по медицине. В 2001 году было создано Международное общество терапевтического ультразвука (англ. International Society for Therapeutic Ultrasound, ISTU), которое объединило физиков, биологов, медиков, инженеров, активно занимающихся HIFU. Ежегодно проводятся сессии общества поочередно в различных странах. В 2006 г. создан Фонд хирургии с применением фокусированного ультразвука (англ. Focused Ultrasound Surgery Foundation). Его цель — поддержка новых идей и новых применений фокусированного ультразвука, сокращение времени от появления новых HIFU-технологий до их практической реализации, ускорение использования HIFU-технологий во всём мире.

## Механизмы действия

### В первом приближении
Основным механизмом при использовании HIFU в медицине является тепловой. Он обусловлен поглощением ультразвуковой энергии в тканях организма и её превращением в тепло. При распространении плоских ультразвуковых волн в среде интенсивность ультразвука {\displaystyle I} уменьшается с расстоянием следующим образом:
где {\displaystyle I_{o}} — начальная интенсивность ультразвука,
{\displaystyle \alpha } — коэффициент затухания ультразвука в среде,
{\displaystyle x} — расстояние от источника.
Коэффициент затухания (как и коэффициент поглощения) выражают в неперах (Нп) или в децибелах (дБ) на единицу длины (м или см), при этом 1 Нп/см=8.686 дБ/см. (В литературе 1960−80-х годов вместо «Нп/см» часто использовали единицу «см−1».) Коэффициент затухания представляет собой сумму коэффициентов поглощения αo и рассеяния αs. Последний включает рефракцию и отражение ультразвука в среде.
Если плоская волна полностью поглощается в среде, а внутренние переотражения несущественны, то приращение температуры ΔT спустя время t будет:
где {\displaystyle \alpha _{o}} — коэффициент поглощения ультразвука той или иной частоты в ткани;
{\displaystyle I} — интенсивность ультразвука на поверхности ткани;
{\displaystyle \rho } — плотность ткани;
{\displaystyle C_{p}} — удельная теплоёмкость ткани при постоянном давлении.
Задавшись значениями для мягкой ткани {\displaystyle \rho } = 1 г/мл, {\displaystyle C_{p}} = 4.18 Дж/(г•К) и {\displaystyle \alpha _{o}} = 0.1 Нп/см (при частоте 1 МГц), получим:
где {\displaystyle I} выражена в Вт/см2.
Из приведенных соотношений видно, что для повышения температуры тканей требуется увеличивать интенсивность ультразвука и длительность воздействия. При использовании высоких интенсивностей ультразвука (тысяч и десятков тысяч Вт/см2) температура в тканях может достигать температуры кипения.

### Нелинейные эффекты
Процесс нагрева тканей резко интенсифицируется, если при воздействии на ткани имеют место нелинейные эффекты, возникающие в сверхмощных и сильно фокусированных ультразвуковых пучках. В наиболее мощных приборах, применяемых в ультразвуковой хирургии, уровень интенсивности в фокальной области достигает 25 кВт/см2 и выше, что приводит к генерации высших гармоник в спектре распространяющейся волны, асимметричному искажению профиля волны, формированию ударных фронтов и дополнительному поглощению энергии волны на разрывах. Амплитуда разрыва может достигать 60−80 МПа. При этом возможен локальный сверхбыстрый, за несколько миллисекунд, нагрев ткани до температур выше 100°С и возникновение кипения. Эффективность поглощения на разрывах может в десятки раз превышать линейное поглощение в ткани. Эффекты сверхбыстрого нагрева до температур кипения в ткани, связанные с образованием разрывов, являются чрезвычайно важными при использовании фокусированного ультразвука сверхвысокой интенсивности, поскольку образование пузырьков пара при кипении в ткани кардинальным образом меняет процесс воздействия ультразвука на ткань.

### Ультразвуковая кавитация
В последнее время при использовании HIFU всё чаще стал использоваться кавитационный режим воздействия. Принято считать, что такой режим следует избегать в силу особенностей физической природы кавитации (вероятностный характер возникновения, слабая воспроизводимость локализации и формы полученных разрушений и т. п.). В противоположность такому суждению возникли новые, нетрадиционные методы и области применения ультразвука в медицине, основанные именно на использовании ультразвуковой кавитации. Одним из таких методов является «гистотрипсия», названная так по аналогии с литотрипсией. Сущность подхода состоит в том, что в тканях необходимо создать микропузырьки либо в виде вводимых в организм пузырьков-эхоконтрастных агентов, либо пузырьков, возникших во время предыдущей экспозиции. Эти микропузырьки обеспечивают воспроизводимые кавитационные пороги, значительно снижают пороги разрушения и способствуют созданию более регулярных по форме очагов разрушения. Использование импульсного режима позволяет в широких пределах менять параметры воздействия и тем самым достичь оптимального терапевтического эффекта. По сравнению с другим, общеизвестным механизмом ультразвуковой терапии — тепловым, гистотрипсия имеет ряд преимуществ:
- участок кавитационного воздействия на ткань легко визуализировать вместе с облучаемым участком;
- кавитация — нелинейный процесс, чувствительный ко многим акустическим параметрам, что расширяет возможность получения самых разных терапевтических эффектов;
- кавитация производит механическое, нетепловое измельчение и разрыв тканей при усреднённых во времени интенсивностях, которые при данном времени воздействия неспособны вызвать существенный нагрев как заданного объёма, так и окружающих тканей;
- никаких сложных, дорогостоящих методов неинвазивных измерений температуры не требуется.

Ключом к объяснению сути процесса гистотрипсии является понимание того, что исходный ультразвуковой импульс вносит лишь небольшой вклад в ожидаемый терапевтический эффект, но зато предрасполагает заданный объём ткани к эффективному взаимодействию с последующим импульсом. Особенностью получаемых с помощью данного способа разрушений в мягких тканях является то, что в них при необходимости полностью уничтожаются все клеточные структуры и что границы таких разрушений весьма чёткие и гладкие. Большим достоинством описанного выше метода является то, что не только микропузырьки, но и механически измельчённые ткани распознаются ультразвуковой визуализацией. Это позволяет получать надёжную информацию о достижении требуемого терапевтического эффекта, причём иногда и в реальном времени.

### Сдвиговые волны
Наряду с этим в медицинских применениях HIFU возникло отдельное направление, основанное на том, что под действием радиационной силы, создаваемой с помощью фокусирующего излучателя, удается генерировать в ткани сдвиговые волны со сравнительно высокими значениями амплитуды смещения.
Это свойство было использовано в медицинской диагностике для оценки вязкоупругих свойств биологических тканей и жидкостей. Радиационная сила сфокусированного пучка действует как виртуальный «палец» для оценки упругости внутренних анатомических структур и для получения диагностической информации. Разработано несколько модификаций данного подхода и соответствующей ультразвуковой визуализирующей техники. В частности, была предложена методика, получившая название SWEI (Shear Wave Elastisity Imaging), которая по своей сути представляет собой нелинейную дистанционную эластометрию сдвиговых модулей упругости. Разработаны также другие методы визуализации упругости тканей: виброакустография (VA), импульсная визуализация, основанная на использовании радиационной силы (англ. Acoustic Radiation Force Impulse Imaging, ARFI), а также сверхзвуковая визуализация сдвиговой упругости (Supersonic Shear Imaging — SSI).
Методы, основанные на использовании радиационной силы, применяются также для стимуляции нервных структур человека и животных, направленной доставки лекарств, воздействия на отслоившуюся сетчатку глаза, для разделения разных частиц в стоячих волнах, при создании интерфейсов человек-машина с помощью тактильных ощущений и для ряда других применений.

### Фокальная область
Область фокусирования, называемая фокальной областью, представляет собой по форме эллипсоид вращения с длинной осью, вытянутой в направлении распространения ультразвука (см. Одноэлементные фокусирующие излучатели ультразвука). Если диаметр фокусирующего излучателя сравним по величине с фокусным расстоянием, то отношение диаметра фокальной области к её длине составляет приблизительно 1:5 . Диаметр фокальной области типовых излучателей для применения в медицине сравним по порядку величины с длиной волны, то есть составляет доли и единицы миллиметра на частотах мегагерцового диапазона. Таким образом, интенсивность ультразвука в небольшой по размеру фокальной области значительно больше (иногда на несколько порядков), чем на поверхности излучателя. Поскольку затухание ультразвука в мягких тканях относительно невелико (порядка долей дБ/см на частоте 1 МГц), возникает возможность сфокусировать ультразвуковую энергию в глубоко расположенных участках организма, не оказывая сколько-нибудь существенного влияния на ткани по пути прохождения ультразвука до фокальной области. Для медицины это исключительно важно, поскольку возникает возможность локально воздействовать на заранее намеченный участок тканей, не оказывая сколько-нибудь существенного влияния на кожу и ткани, окружающие очаг воздействия.

## Подходы к использованию

### Возможности метода
Варьируя параметры ультразвукового воздействия (частоту, интенсивность, длительность воздействия, параметры импульса в случае импульсного режима работы), можно вызвать в заданном участке тот или иной требуемый биологический эффект. При весьма мощном воздействии ультразвуком можно повышать температуру в ткани до температур более 50оС и вызвать тепловой некроз тканей, а при необходимости достичь в них температуры кипения. В некоторых практических ситуациях целесообразно вызывать разрушения в тканях с помощью кавитационного режима воздействия. В то же время при дозах, заметно меньших разрушающих, можно вызывать значительно более тонкие биологические эффекты типа раздражения нервных структур, направленной доставки лекарств в заданный участок, изменения проницаемости мембран и т. п..

### Применяемые излучатели
Для фокусирования ультразвуковых волн наиболее часто используются одноэлементные фокусирующие излучатели  в виде части сферической оболочки или  фазированные антенные решётки (линейные или двумерные), позволяющие не только перемещать фокус в пространстве электронным образом, но и при необходимости создавать несколько фокусов одновременно(см. также Ультразвуковые фазированные решётки для хирургии). Решётки могут быть плоскими или вогнутыми, то есть сочетать электронную фокусировку с геометрической. Значительно реже для фокусирования ультразвуковых волн используются линзы или рефлекторы. Для перемещения в пространстве фокальной области одиночных излучателей обычно используются механические позиционеры или координатные устройства.

### Визуальный контроль
Воздействие фокусированным ультразвуком на ткани обычно сопровождается визуализацией участка воздействия — ультразвуковой или магнитно-резонансной томографии (МРТ или MRI). В последнем случае соответствующую технологию называют HIFU под МРТ-контролем (MRgHIFU). Эта технология используется в большинстве стран Европы, в Азии, Австралии, в Канаде, Израиле и США.

## Применения в медицине

### HIFUв онкологии
Особое место в исследованиях, связанных с применением одиночных фокусирующих преобразователей в клинической онкологии, заняли в последние годы работы китайских исследователей. Весь опыт, накопленный в 1990—2000 гг. во многих исследовательских лабораториях США и Европы, был ими не только творчески преломлён, но и в течение относительно короткого времени (менее 10 лет) с успехом реализован в различных клинических применениях. В результате уровень клинического использования в Китае методов, основанных на применении в онкологии HIFU, значительно превысил уровень, достигнутый в других странах. Ведущую роль в проведении этих исследований играет Chongqing University of Medical Sciences, Chongqing. Разработанные и изготовленные в Китае установки, основанные на применении фокусирующих излучателей ультразвука, выпускаются серийно и используются не только в Китае, но и закупаются в других странах (Великобритании, Италии, Испании, Японии, Корее, Гонконге, России и др.). Излечено более 50000 пациентов со злокачественными и доброкачественными опухолями при следующих патологиях: рак печени, костей, молочной железы, саркома мягких тканей, рак почки, поджелудочной железы, таза, абдоминальных органов, миома матки, доброкачественная опухоль молочной железы, гемангиома печени и другие опухоли.

### Хирургия фибромиомы матки
Компания InSightec разработала и серийно изготавливает ультразвуковой прибор для хирургии фибромиомы ExAblate® 2000, который в 2004 году был одобрен United States Food and Drug Administration (FDA). К осени 2007 г. свыше 3000 женщин получили хирургическое лечение с помощью этого аппарата. Прибор продается в США, Израиле, Европе и Азии. Принцип действия прибора основан на разрушении тканей опухоли мощным фокусированным ультразвуком под МРТ-контролем. В ходе процедуры пациент находится внутри МРТ-сканера, который позволяет получать трёхмерные картины цели и окружающих тканей. Затем температуру в фокальной области фокусирующего излучателя повышают до 65−85оС, что вполне достаточно для разрушения тканей опухоли. Длительность каждого воздействия не превышает 20 с. Далее процедура повторяется, пока большая часть всей опухоли не достигает температуры, достаточной для некроза. Сканер при этом обеспечивает обратную связь в реальном времени и позволяет врачу контролировать ход операции, продолжающейся до 3-х часов. Метод зарекомендовал себя как эффективное средство хирургии фибромиомы. По сравнению с гистерэктомией, которая является основным методом хирургии подобного рода, предложенный метод обладает рядом клинических и экономических преимуществ. Метод неинвазивен, а потому пациент избегает риска, связанного с хирургическим вмешательством. Прибор ExAblate позволяет удалить опухоль, сохранив при этом матку как орган. Требуется весьма ограниченный седативный эффект. Пациент может вернуться к обычной жизнедеятельности уже через день, тогда как после удаления матки требуется длительный послеоперационный и восстановительный период.

### Разрушение опухолей предстательной железы
Для лечения доброкачественных и злокачественных опухолей предстательной железы (простаты) используются два ультразвуковых прибора: Sonablate и Ablatherm. Детальное изложение лечебной процедуры приводится как в цитированных статьях, так и на сайте компании EDAP TMS, Lyon, France. При использовании обоих приборов лечение проводится под спинальной анестезией в сочетании с местной анестезией простаты. Для предотвращения ожога слизистой оболочки простаты излучатель помещается в звукопрозрачную оболочку, заполненную охлаждающей жидкостью. Пациент располагается либо на спине с согнутыми коленями (Sonablate), либо на правом боку (Ablatherm). Излучатель помещается в прямую кишку и подстраивается таким образом, чтобы получить хорошее качество изображения простаты. В приборе Ablatherm датчик для визуализации на время воздействия мощным ультразвуком втягивается в корпус; в приборе Sonablate преобразователь является комбинированным и выполняет обе функции — воздействия и визуализации, а потому имеется возможность наблюдать за областью воздействия во время лечебной процедуры. Обычно всю процедуру разрушения простаты осуществляют в несколько приёмов, поэтому простата разбивается на ряд зон. Изображения запоминаются и анализируются в компьютере. Затем выбираются требуемые зоны воздействия и определяется тактика операции. В зависимости от распространённости опухоли зона воздействия может как ограничиваться размерами простаты, так и выходить за её пределы. Процедура заканчивается, когда весь заданный объем оказывается озвученным. Иногда для этого требуется 400−600 импульсов, каждый из которых вызывает повышение температуры в фокальной области от 85 до 100оС. Вся процедура осуществляется за 1−3 часа, в зависимости от размеров простаты. Исследования в этой области начались в 1990-х гг. К 2013 году было проведено приблизительно 30000 операций по лечению рака простаты, прежде всего с помощью прибора Ablatherm. Использование этого прибора разрешено в Европейском союзе, России, Канаде, Австралии и Южной Корее.

### ПрохождениеHIFUчерез кости грудной клетки
Существенным ограничением для еще более широкого практического использования фокусированного ультразвука является наличие в тканях организма сильно отражающих или сильно поглощающих акустических препятствий. Под ними, прежде всего, понимаются кости, в частности, кости грудной клетки, которые затрудняют проведение ультразвуковых хирургических операций, например на печени или сердце. В работе впервые экспериментально, на образцах мягких тканей in vitro, была показана возможность разрушения тканей, расположенных за костями грудной клетки свиньи. Кроме того, были детально исследованы особенности прохождения фокусированного ультразвука через периодическую структуру в виде костей грудной клетки, а также рассмотрены физические механизмы возникающих при этом эффектов, в частности расщепления фокусов вследствие прохождения HIFU через периодическую структуру рёбер.
Для ликвидации последствий эффекта расщепления фокусов было предложено использовать очень короткие, но мощные импульсы фокусированного ультразвука (режим гистотрипсии). При этом интенсивность в основном фокусе должна превышать порог кавитационных разрушений, а во вторичных фокусах быть ниже этого порога. В качестве альтернативы этому способу предлагалось осуществлять подобное воздействие импульсами HIFU в нелинейном режиме с образованием ударных фронтов в фокусе. Это позволяет усилить тепловое воздействие именно в основном фокусе, не влияя заметно на тепло, выделяемое в побочных фокусах, а также повысить локальность воздействия ультразвука на заданный участок ткани и уменьшить тепловое воздействие на ребра.

### Применение в кардиологии
Фокусированный ультразвук высокой интенсивности нашел применение для замены разрезов предсердий при лечении фибрилляции предсердий (мерцательной аритмии). Механизм эффекта в данном случае связан с коагуляционным некрозом тканей. Фокусировка ультразвука обусловливает локальность воздействия и, как следствие, высокую безопасность для окружающих тканей. Разработаны и выпускаются серийно специализированные приборы для лечения мерцательной аритмии, основанные на использовании HIFU для разрушения тканей сердца. Это установка Epicor ™ Medical Ablation System, одобренная FDA и соответствующая европейским стандартам.
Разработана также конструкция миниатюрного катетера для лечения фибрилляций предсердия. Основными элементами устройства является цилиндрический пьезокерамический преобразователь на частоту 9 МГц и надувной параболический рефлектор, который в рабочем состоянии позволяет сфокусировать цилиндрически расходящуюся волну.

### Воздействие на ткани мозга через невскрытый череп
Известно, что череп представляет собой крайне неблагоприятную среду для прохождения ультразвука и осуществления нейрохирургических операций или нейромодуляции структур мозга. Толщина черепа и затухание звука в разных участках существенно неоднородны, а скорость звука резко отличается от таковой в воде и в мягких тканях. Проблемой фокусировки ультразвука через череп с учётом возможных аберраций и различия акустических параметров в разных участков занимались с середины XX века несколько исследовательских групп.
Надежда на успешное решение этой проблемы появилась лишь когда были созданы многоэлементные фазированные решётки с индивидуальным контролем фазы и амплитуды сигнала на каждом элементе решётки, а также были разработаны неинвазивные методы контроля местоположения фокальной области и достигнутого биологического эффекта. Хотя поиски способов, позволяющих скорректировать аберрации сфокусированного пучка, вызванные костью черепа, и осуществлять приемлемую по качеству фокусировку, еще продолжаются, уже достигнуты успехи в клинической невропатологии (см. ниже). При этом использовалась полусферическая система фокусирующая система ExAblate MRgFUS (InSightec, Haifa, Israel) с низкой частотой (250−650 кГц) и высокой акустической мощностью (800−1200 Вт).

### Лечение глаукомы
Работы по исследованию возможностей использования фокусированного ультразвука в офтальмологии ведутся с 1960-х гг. Среди наиболее известных направлений исследований были такие как искусственное созревание катаракты хрусталика, лечение отслойки сетчатки, воздействие на внутриглазные опухоли[7]. Наибольшие успехи были достигнуты в области лечения глаукомы, где фокусированный ультразвук уже применяется в клинике.
Основная идея метода состояла в частичной коагуляции с помощью HIFU ресничного (цилиарного) тела — анатомической структуры, ответственной за выработку внутриглазной жидкости.
В 2010 г. появился прибор EyeOP1®Device (EyeTechCare), позволяющий одновременно, в один приём, создать коагуляционный некроз в 6 участках ресничного тела глаза без перемещения устройства во время процедуры. Прибор включает шесть расположенных по кругу прямоугольных пьезоэлектрических преобразователей на частоту 21 МГц. По результатам клинических испытаний никаких послеоперационных осложнений типа разрушений каких-либо внутриглазных структур кроме ресничного тела, а также каких-либо признаков воспаления не наблюдалось.

### Остановка кровотечений
Способность фокусированного ультразвука останавливать кровотечения (то есть вызывать гемостаз) кровеносных сосудов представляет большой практический интерес и может найти применение для остановки внутренних кровотечений после травм, при переливании крови, для закупорки отверстий, созданных катетерами, и т. д.. Потенциальная ценность подобной процедуры чрезвычайно высока. Например, травмированные пациенты могут быть «прооперированы» не в условиях стерильной операционной, а обычном помещении без опасности внести инфекцию. Это крайне важно как при дорожно-транспортных происшествиях, так и в военно-полевых условиях. Способ может быть использован также для блокирования больших кровеносных сосудов, питающих опухоли. Однако и сложности при реализации этого метода крайне велики: нужно определить, в каком именно месте у пациента имеется кровотечение, найти этот участок, понять, как на него надо воздействовать фокусированным ультразвуком, проконтролировать воздействие и убедиться, что кровотечение остановлено, а окружающие ткани не повреждены.
Большую роль в развитии этого метода сыграли сотрудники Лаборатории прикладной физики и медицинской акустики Университета штата Вашингтон, США. Ими разработаны макеты соответствующих устройств, проведены исследования на подопытных животных и продемонстрированы возможности применения ультразвукового метода остановки кровотечений в предклинических исследованиях на таких объектах, как печень, язык, кровеносные сосуды.

### Применение в пластической хирургии и косметологии
Фокусированный ультразвук с успехом применяется в пластической хирургии для липосакции, то есть удаления или отсасывания (аспирации) избыточной жировой ткани. Несколько компаний выпускает фокусирующую ультразвуковую аппаратуру для неинвазивной липосакции и поставляет такую аппаратуру во многие лечебные и косметические учреждения. Принцип действия аппаратуры основан на том, что фокусированный ультразвук разрушает жировые клетки, не нанося повреждений окружающим тканям. Затем жировые клетки уносятся из организма его иммунной системой в течение приблизительно трёх недель. За один приём не рекомендуется удалять из организма более 0.5 л жира, зато такие воздействия можно совершать ежемесячно. Большинство из пациентов свидетельствуют об уменьшении периметра талии на 2.5 см после каждого сеанса. Процедура занимает немного времени, она безболезненна и не имеет серьёзных побочных эффектов; после процедуры пациент может вернуться на работу. Начиная с 2005 г., процедура успешно прошла клинические испытания в нескольких центрах в США, в Великобритании, Израиле, Японии и России. К середине 2007 г. было проведено более 300000 лечебных процедур в 250 клиниках 46 стран.
Приборы, основанные на использовании HIFU, также нашли применение в косметологии. Наиболее широкое распространение получил ультразвуковой лифтинг (подтяжка) лица. Существенный прогресс здесь произошёл после появления аппарата Ulthera System. В результате его использования наблюдается уплотнение и подтягивание мягких тканей лица, шеи, нижней челюсти и бровей, улучшение контуров, разглаживание морщин в области глаз и т. д. Механизм эффекта связывают с точечной коагуляцией, стимулирующей клетки к обновлению за счет возвращения волокнам эластина и коллагена, которые служат в роли каркаса кожи и определяют её первоначальную форму. Использование прибора в косметологии разрешено FDA.
Ультразвук также используется в эстетической косметологии для поверхностного пилинга, то есть удаления верхних слоёв и загрязнений кожи и отмерших клеток, для выравнивания рельефа кожи; улучшения микроциркуляции в целом; улучшения питания кожи, подкожной клетчатки и мышц; для противовоспалительных воздействий.

### Литотрипсия
Одним из широко известных применений фокусированного ультразвука является экстракорпоральная ударно-волновая литотрипсия (англ. Extracorporeal Shock Wave Lithotripsy, ЕSWL), то есть процедура дробления с помощью ударных волн почечных камней, блокирующих мочеточник и вызывающих нестерпимую боль, а иногда и опасные для жизни осложнения. Целью процедуры является дробление камней на более мелкие частицы, которые могут быть беспрепятственно выведены из организма. Приборы, предназначенные для этой цели, называются литотриптерами. При всём многообразии конструкций промышленно выпускаемых литотриптеров (существует более 40 моделей этих приборов) все они используют один из трёх принципов:
- электрогидравлический (с помощью электрической искры),
- электромагнитный (с помощью индукционной катушки)
- пьезоэлектрический.

Значительное внимание уделяется исследованию механизмов разрушения почечных камней при использовании литотриптеров.

### Стимуляция рецепторных нервных структур
Исследования возможности стимуляции нервных структур с помощью импульсов фокусированного ультразвука начались в СССР в начале 1970-х годов Акустическим институтом и лабораторией Института эволюционной физиологии и биохимии им. И. М. Сеченова АН СССР, руководимой известным российским физиологом чл.-корр. АН СССР Г. В. Гершуни (1905—1992). Целью исследований было показать, что ультразвук может быть использован для долговременного и многократно повторяемого возбуждения рецепторно-нервных структур без риска их разрушения. По предложению Г. В. Гершуни в качестве первоначального объекта исследования была выбрана рука человека. Кожа и ткани руки содержат в большом количестве воспринимающие нервные структуры, адекватными раздражителями которых являются механические, температурные и другие агенты.

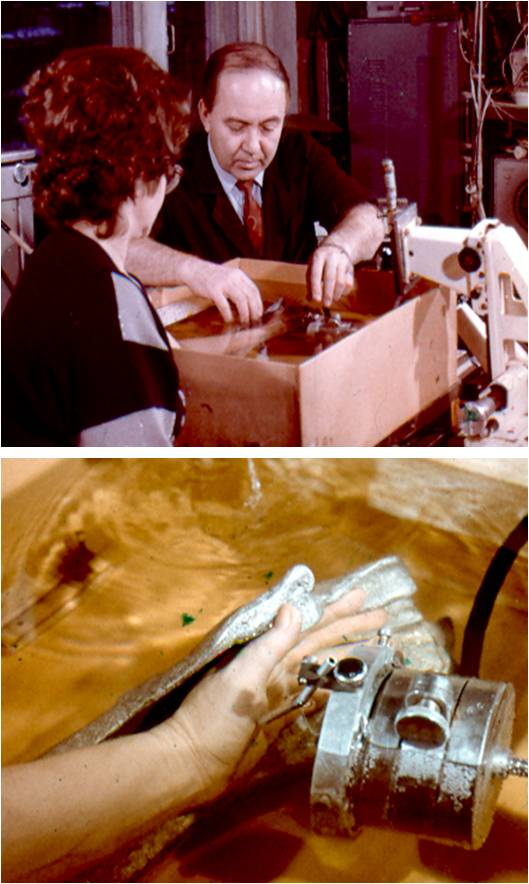
Стимуляция рецепторных структур руки человека с помощью импульсов фокусированного ультразвука

. В 1970-х гг. было впервые показано, что с помощью коротких (длительностью порядка единиц или долей миллисекунд) импульсов фокусированного ультразвука удаётся активировать рецепторно-нервные структуры человека. Оказалось, что при стимуляции кожной поверхности можно воспроизводить все ощущения, которые человек воспринимает в повседневной жизни при взаимодействии через кожу с окружающим миром: тактильные, температурные (тепловые и холодовые), щекотки, зуда, а также самые разнообразные болевые ощущения, в том числе и глубинные. Большую роль при проведении этих исследований сыграл Е. М. Цирульников (1937—2016). При исследовании механизмов полученных эффектов было показано, что стимуляция нервной структуры связана с градиентом стимулирующего фактора — однонаправленного смещения среды за счет радиационной силы.
Поскольку при некоторых заболеваниях (например, кожных, неврологических) пороги разных ощущений (например, тактильных или болевых) существенно отличаются от порогов у испытуемых с нормальной чувствительностью, указанный метод был использован для диагностики ряда заболеваний, сопровождающихся изменением кожной и тканевой чувствительности.
Самостоятельную область исследований представляет собой обоснование и практическое использование ультразвукового способа введения человеку слуховой информации. Эти работы были начаты в середине 1970-х годов и проводились до конца 1980-х гг. сотрудниками Института эволюционной физиологии и биохимии им. И. М. Сеченова АН СССР, Ленинградского НИИ уха, горла, носа и речи и Акустического института (Е. М. Цирульников, проф. А. С. Розенблюм и др.). Известно, что в аудиометрии используются воздушные и костные телефоны, с помощью первых получают аудиограммы, характеризующие воздушную проводимость звука, с помощью вторых — костно-тканевую. При использовании фокусированного ультразвука путь прохождения ультразвуковых колебаний к воспринимающим структурам отличается от такового при звуковой стимуляции. Отсюда следует, что частотно-пороговые кривые, получаемые в этих двух случаях, в какой-то мере характеризуют и различие пути прохождения к лабиринту звуковой информации. Сопоставляя аудиограммы и ультразвуковые частотно-пороговые кривые друг с другом, можно получить дополнительные данные о функциональном состоянии органа слуха. Таким образом, ультразвуковой способ введения слуховой информации человеку может найти применение для диагностики заболеваний органа слуха.
Соответствующее обследование было проведено в Ленинградском НИИ уха, горла, носа и речи более чем на 500 больных с различными нарушениями слуха. Сравнивались ультразвуковые частотно-пороговые кривые в норме и при нарушениях слуховой функции. Оказалось, что частотно-пороговые кривые, полученные у больных, существенно отличаются от снятых у них аудиограмм, при этом была обнаружена четкая корреляция между видом частотно-пороговых кривых у больных и характером заболевания, что может быть использовано для диагностики различных нарушений органа слуха. Это обстоятельство было использовано в клинике для диагностики отосклероза, нейросенсорной тугоухости, невриномы слухового нерва и т. д..
Одним из важных клинических наблюдений оказалось то, что при полной двусторонней потере слуха, подтверждённой аудиологически (так называемая, «внезапная двухсторонняя глухота»), некоторые больные могли воспринимать слуховую информацию, доставленную с помощью амплитудно-модулированного ультразвука, тогда как стандартные звукоусиливающие аппараты не позволяли этого добиться. Имеются основания полагать, что ультразвуковое слухопротезирование может оказаться эффективным при тугоухости или глухоте с частичной или полной гибелью рецепторных элементов, но с сохранением волокон слухового нерва, по которым слуховая информация передается от волосковых клеток к мозгу. Обычно слуховое протезирование подобных больных производится путём вживления раздражающих электродов в области с сохранившимися волокнами слухового нерва. В отличие от этого способа введение слуховой информации глухим с помощью фокусированного ультразвука является «бесконтактным» и не требует проведения достаточно сложной операции. Однако безопасность длительного использования указанного метода ещё остаётся предметом исследования.
Проблемы объективного характера (уход из жизни руководителя клинических исследований с применением фокусированного ультразвука А. С. Розенблюма и последующее за этим прекращение подобных исследований в ЛенЛорНИИ, отсутствие финансирования работ АКИН по медицинской акустике с начала 1990-х годов) привели к тому, что работы по применению фокусированного ультразвука в отологии в России более не проводились.

### Нейромодуляция структур мозга при воздействииHIFUчерез череп
Под ультразвуковой нейромодуляцией понимается изменение функциональной активности нейронов мозга под влиянием непосредственных или опосредованных воздействий на них ультразвука. Все представленные ниже данные соответствуют нейромодуляции структур мозга при HIFU-воздействии через череп. Большинство клинических испытаний проводилось под МРТ-контролем с помощью упоминавшейся выше клинической системы для HIFU-хирургии ExAblate, InSightec, имеющей полусферическую форму, диаметр 30 см и состоящей из 512 или 1024 элементов. Частота ультразвука составляла 250 или 650 кГц.
Была показана возможность применения HIFU для снятия невропатической боли, лечения эссенциального тремора и болезни Паркинсона. Получены обнадеживающие результаты по применению HIFU для разрушения внутримозговой опухоли — глиобластомы, лечения невралгии тройничного нерва, а также внутримозговых кровоизлияний и болезни Альцгеймера. Результаты большинства проведенных лабораторных экспериментов и клинических испытаний позволяют рассчитывать на успешное применение ультразвукового метода для нейромодуляции структур мозга.